# El Bordo, Michoacán de Ocampo
El Bordo är en ort i Mexiko.   Den ligger i kommunen Zitácuaro och delstaten Michoacán de Ocampo, i den södra delen av landet, 140 km väster om huvudstaden Mexico City. El Bordo ligger 1 885 meter över havet och antalet invånare är 330.
Terrängen runt El Bordo är kuperad. Runt El Bordo är det tätbefolkat, med 319 invånare per kvadratkilometer. Närmaste större samhälle är Heróica Zitácuaro, 8,2 km sydost om El Bordo. Omgivningarna runt El Bordo är en mosaik av jordbruksmark och naturlig växtlighet.